# Al Thornton
Al Thornton (ur. 7 grudnia 1983 w Perry) – amerykański koszykarz, występujący na pozycji niskiego skrzydłowego, obecnie zawodnik KT Sonicboom.

## Kariera
9 lipca 2007, Thornton zanotował swój pierwszy występ w lidze letniej NBA dla LA Clippers. W przegranym meczu 102-108 z Denver Nuggets zdobył 24 punkty, 8 zbiórek, asystę i 2 bloki. W swoim trzecim przedsezonowym występie, Thornton poprowadził Clippersów to zwycięstwa nad Golden State Warriors, inkasując 24 punkty (ze skutecznością 11-15 w tym 2-2 za 3 punkty). W nowym roku, Thornton notował średnio 15,2 punktu, 4,9 zbiórki i 1,6 asysty na mecz. W Lutym grał średnio ponad 30 minut na mecz, zdobywał 16,6 punktu, 5,8 zbiórki, 1,3 asysty i 8 przejęć na mecz. 30 stycznia 2008 przeciwko Atlanta Hawks, Al Thornton zanotował najlepszy występ w sezonie (33 punkty). Sezon zasadniczy skończył z double-double w przegranym z Philadelphia 76ers meczu, gdzie zdobył 18 punktów i 10 zbiórek. 29 marca 2008, Thornton ustanowił rekord pierwszoroczniaków dla sezonu 2007-2008 (39 punktów, w tym 20 punktów w ostatniej kwarcie). Al Thornton został wybrany do I składu debiutantów NBA za sezon 2007-2008. 31 października 2008, Thornton ponownie zanotował double-double, zdobywając 30 punktów i 11 zbiórek.
19 lipca 2019 został zawodnikiem południowokoreańskiego KT Sonicboom. 

## Osiągnięcia
Stan na 20 lipca 2019, na podstawie, o ile nie zaznaczono inaczej.
NCAA
- Zaliczony do:
  - I składu ACC (2007)
  - II składu:
    - ACC (2006)
    - turnieju ACC (2007)

  - III składu All-American (2007)

NBA
- Zaliczony do:
  - I składu:
    - debiutantów NBA (2008)[3]
    - letniej ligi NBA (2007)

  - składu honorable mention letniej ligi NBA (2012)
- Uczestnik Rising Stars Challenge (2009)

Inne
- Najlepszy zagraniczny zawodnik portorykańskiej ligi BSN (2012)
- Uczestnik meczu gwiazd ligi portorykańskiej (2012)
- Zaliczony do I składu BSN (2012)
- Lider strzelców BSN (2012)